# Premalignus állapot
A premalignus állapot vagy daganatmegelőző állapot olyan betegség, szindróma, mely ha nem kezelik, rákos betegség kialakulásához vezethet. 
Példák premalignus állapotokra a cervikális diszplázia, az aktinikus keratózis és a Barrett-nyelőcső.